# Impasse de Valmy
L'impasse de Valmy est une voie située dans le quartier Saint-Thomas-d'Aquin du 7e arrondissement de Paris.

## Situation et accès
L'impasse de Valmy est desservie par la ligne 12 à la station Rue du Bac.

## Origine du nom
Elle porte le nom de Valmy, en souvenir de la bataille de Valmy du 20 septembre 1792, qui assura le succès de la Révolution française et le maintien la République.

## Historique
Ancienne « impasse Pellechet », du nom d'un propriétaire local, elle prend ensuite le nom d'« impasse de Valmy ».

## Bâtiments remarquables et lieux de mémoire
- Au no 5 vécut Charles de Montalembert de 1841 à sa mort le 13 mars 1870.
- Accès à l'arrière de l'hôtel de Roquelaure qui abrite le ministère de l'Écologie, du Développement durable et de l'Énergie.